# Tab Thacker
Talmadge R. Thacker (* 10. März 1962 in North Carolina; † 28. Dezember 2007 in Raleigh, North Carolina) war ein US-amerikanischer Ringer, der während der 1980er-Jahre in einigen Filmen als Darsteller auftrat.
Im Jahr 1980 gewann Thacker die US-amerikanischen Juniorenmeisterschaften im griechisch-römischen Stil in der Schwergewichtsklasse. Bekanntheit als Darsteller erlangte Thacker als House in zwei Police-Academy-Filmen.
Thacker starb Ende 2007 mit 45 Jahren nach jahrelangem Kampf gegen Diabetes und mehreren Amputationen während seiner letzten Lebensmonate.

## Filmografie
- 1984: City Heat – Der Bulle und der Schnüffler (City Heat)
- 1986: American Wildcats (Wildcats)
- 1987: Police Academy 4 – Und jetzt geht’s rund (Police Academy 4: Citizens on Patrol)
- 1988: Police Academy 5 – Auftrag Miami Beach (Police Academy 5: Assignment Miami Beach)
- 1989: Identity Crisis